# Mariage en Tunisie
Les traditions entourant le mariage en Tunisie s'inscrivent dans la continuité des coutumes du reste du monde arabe. Certaines dispositions légales et les traditions propres à la Tunisie le singularisent toutefois.

## Modalités du mariage

### Cadre légal
Le cadre légal définissant le mariage en Tunisie est essentiellement basé sur les dispositions du Code du statut personnel. Le premier de ces douze livres lui est d'ailleurs entièrement consacré.

#### Conditions
Selon ses dispositions, la nubilité est fixée à 18 ans pour les femmes et les hommes alors qu’elle était précédemment de 17 ans pour les femmes et de 20 ans pour les hommes. Au-dessous de cet âge, le mariage ne peut être contracté qu'en vertu d'une autorisation spéciale du juge qui ne l'accordera que pour des motifs graves et dans l'intérêt bien compris des deux futurs époux. Une autorisation spéciale peut toutefois être délivrée par un juge « pour des motifs graves et dans l'intérêt bien compris des deux futurs époux » ; le consentement du tuteur et de la mère est également requis pour les mineurs de moins de 18 ans ; à défaut un juge peut également statuer sur le cas. Par ailleurs, les deux futurs époux ne doivent pas se trouver dans l'un des cas d'empêchements prévus par la loi.
Le mariage lui-même est conditionné au consentement des deux époux, à la présence de deux témoins et à la fixation d'une dot. Celle-ci est également réglementée : le mari ne peut contraindre son épouse à consommer le mariage en l'absence de son paiement.
La polygamie est interdite et passible d'un an de prison et d'une lourde amende. Le mariage de l'homme avec ses ascendantes, descendantes et sœurs, les descendantes de ses frères et sœurs, ses tantes, grands-tantes et arrière-grands-tantes sont proscrits, tout comme avec les ascendantes et descendantes de sa femme et les épouses de ses ascendants ou descendants. Tout mariage avec la nourrice d'un enfant allaité est également interdit durant les deux premières années de la vie de l'enfant. Enfin, le mariage de l'homme avec une femme dont il a divorcé trois fois est également rendu impossible.

#### Devoirs
Les deux époux doivent se traiter « avec bienveillance », vivre en bon rapport et éviter de se porter préjudice. Si la gestion des affaires familiales et l'éducation des enfants est confiée aux deux conjoints, les devoirs conjugaux doivent être remplis « conformément aux usages et à la coutume ». Le mari étant désigné comme chef de famille, il doit subvenir aux besoins de son épouse et de ses enfants « dans la mesure de ses moyens », la femme ne devant le faire que « si elle a des biens » ; elle conserve par ailleurs un total pouvoir d'administration sur ses biens propres.
L'acte de mariage peut inclure des clauses relatives aux personnes ou aux biens qui, en cas de non-réalisation, peuvent conduire au divorce. Aucune indemnité n'est toutefois prévue en cas de rupture avant la consommation du mariage ; les présents offerts sont cependant restitués. En cas d'annulation du mariage, les époux qui continuent ou reprennent une vie commune encourent six mois de prison.
En cas de conflit, à l'issue duquel un juge ne peut déterminer le conjoint responsable, un système d'arbitrage peut être mis en place sur décision judiciaire. De plus, en cas de contestation de la propriété des biens du couple, et en l'absence de preuves, les biens « appartenant habituellement aux hommes » et aux femmes sont confiés aux époux respectifs ; les autres biens sont partagés.

### Mariage civil
Le mariage civil est conclu devant deux notaires ou l'officier de l'état civil, en présence de deux témoins. L'acte de mariage énonce :
- les prénoms, nom, profession, âge, date et lieu de naissance, domicile, résidence et nationalité des époux ;
- les prénoms, noms, professions, domiciles et nationalités des pères et mères ;
- la déclaration des témoins selon laquelle les époux sont libres de tout lien matrimonial ;
- les prénoms et nom du précédent conjoint des époux ainsi que les dates de décès ou de divorce ayant entraîné la dissolution de leur mariage ;
- le cas échéant, le consentement ou l'autorisation exigés par la loi et la mention de la dot[7].

En cas de non-respect de ses dispositions, le mariage est considéré comme nul et les deux époux passibles de trois mois de prison et de six mois s'ils continuent ou reprennent la vie commune.

## Divorce
Le divorce est prononcé devant un tribunal en cas de consentement mutuel ou à la demande de l'un des époux, et ce après que le juge de la famille désigné ait tenté de réconcilier les deux protagonistes ; trois audiences de conciliation sont obligatoirement organisées en cas d'existence d'un ou plusieurs enfants mineurs. Le juge peut prendre par ordonnances des mesures urgentes, concernant la résidence des époux, le montant de la pension alimentaire, la garde des enfants et le droit de visite, et se faire assister par un conciliateur familial désigné parmi les cadres des structures de la promotion sociale.
Le tribunal statue après une période de réflexion de deux mois. Si le divorce est prononcé avant la consommation du mariage, la femme a droit à la moitié de la dot. Par ailleurs, en l'absence de consentement mutuel, la réparation du préjudice subi est déterminée, l'épouse pouvant percevoir à l'expiration du délai de viduité une rente mensuelle fixée « en fonction du niveau de vie auquel elle était habituée durant la vie conjugale » ou un capital en un seul versement ; la dette doit être réglée par ses héritiers en cas de décès du divorcé.